# سیارک ۱۱۱۳۸
سیارک ۱۱۱۳۸ (به انگلیسی: 11138 Hotakadake، نامگذاری:1996XC31) یازده هزار و صد و سی و هشتمین سیارک کشف شده‌است که در ۱۴ دسامبر ۱۹۹۶ کشف شد.
قدر مطلق سیارک برابر ۱۷.۸ است.